# Artisans d'Angkor

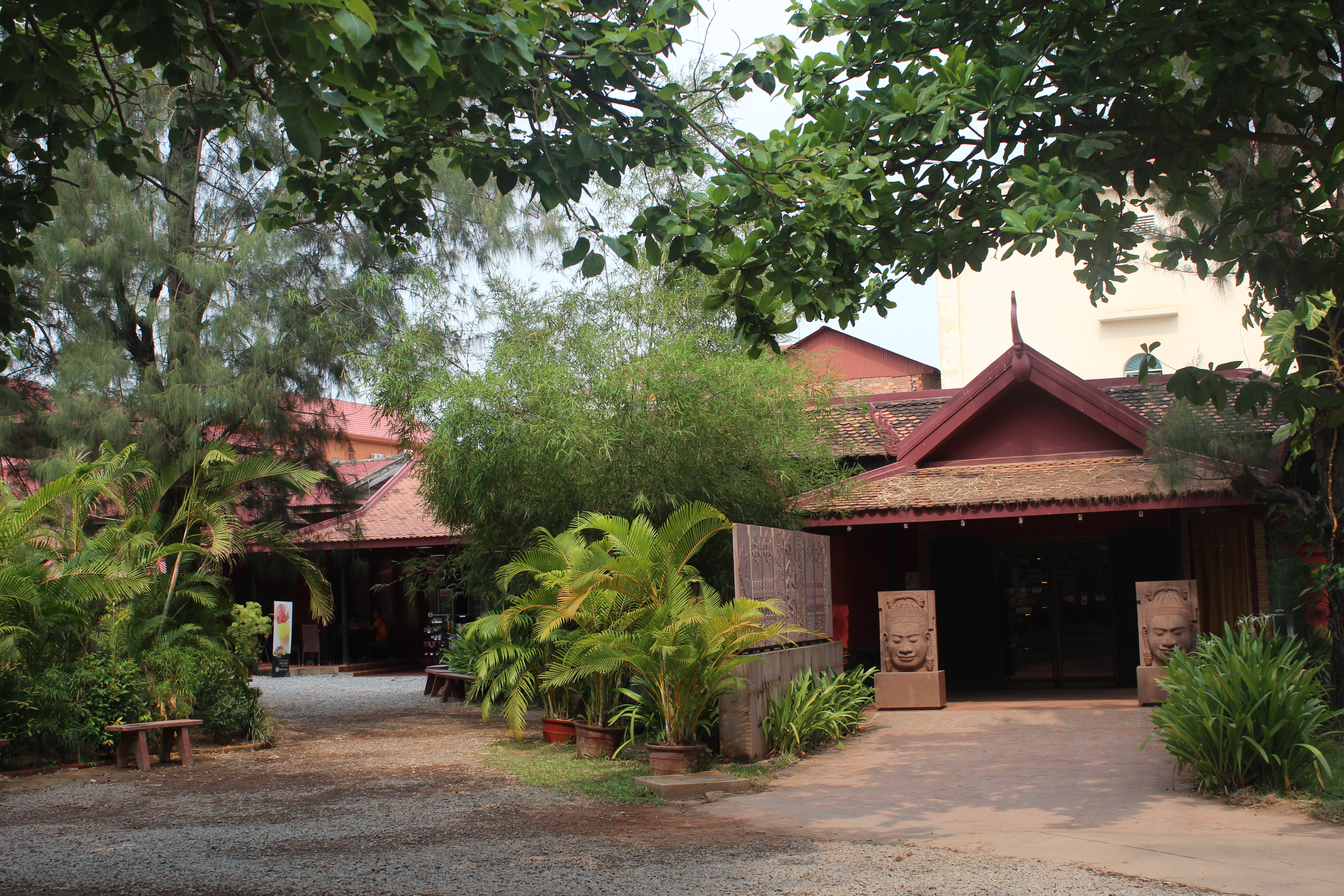
Centre d'Artisans d'Angkor à Stung Thmey Street

Artisans d'Angkor est une entreprise sociale cambodgienne dont la mission est de créer des opportunités d'emplois pour les jeunes Cambodgiens défavorisés issus des milieux ruraux tout en participant à la renaissance des savoir-faire traditionnels de l'artisanat khmer (sculpture sur bois ou sur pierre, peinture sur statue et sur soie, laquage et dinanderie).
L'organisation est située sur Stung Thmey Street, à 2 minutes à pieds du Vieux Marché à Siem Reap au Cambodge.
Deux sites sont ouverts au public à Siem Reap : l’un, situé à Stung Thmey Street, est spécialisé en particulier dans l'artisanat et l'autre, à Angkor Silk Farm (20 minutes en voiture du centre de Siem Reap, dans le district de Puok) est axé spécifiquement sur la fabrication de la soie. Sept boutiques vendant des produits faits-mains par Artisans d'Angkor se trouvent dans le centre de Siem Reap, à Angkor Silk Farm, à Angkor café en face du temple d'Angkor Vat, mais aussi dans le centre-ville de Phnom Penh et dans les aéroports de Siem Reap et Phnom Penh.

## Historique

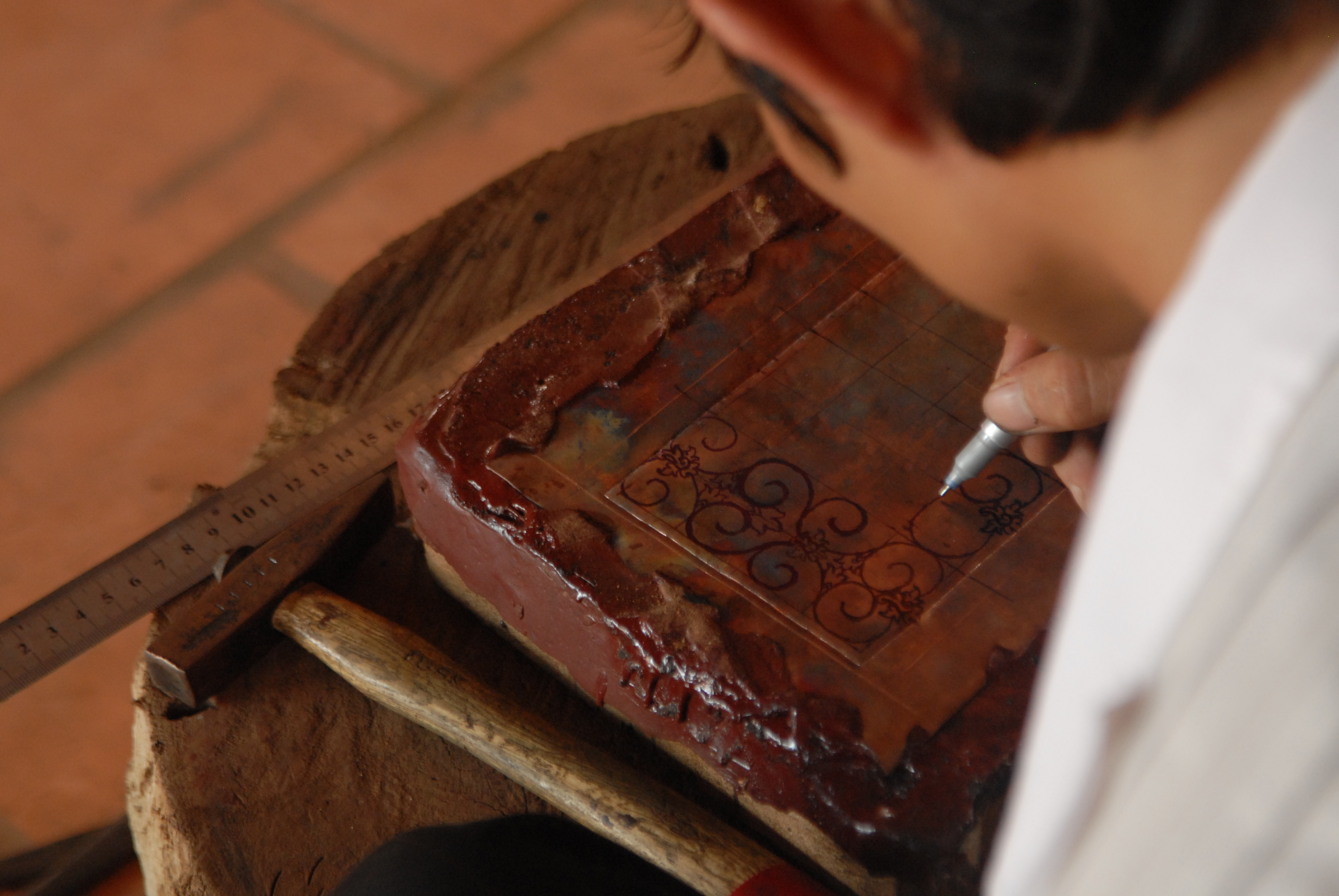
L'art de la dinanderie à Artisans d'Angkor.

L’histoire d'Artisans d'Angkor a commencé avec un projet éducatif intitulé les « Chantiers-Écoles de Formation Professionnelle » (CEFP), mis en œuvre en 1992 par le ministère cambodgien de l'Éducation. Ce projet visait à reconstruire le pays après la période de la guerre, par la formation des jeunes dans le secteur du bâtiment, comme la maçonnerie, la plomberie, le carrelage, la peinture, etc. Les Chantiers-Écoles de Formation Professionnelle ont ainsi développé une méthodologie d'enseignement pour fournir aux jeunes Cambodgiens en difficulté les compétences nécessaires qui leur garantissaient des opportunités d’avenir dans ce secteur.
Dans le milieu des années 1990, cette formation a été étendue à l'artisanat traditionnel cambodgien, cette part importante de l'héritage culturel khmer ayant pratiquement disparu. S'il était assez facile de trouver un emploi par la suite dans le secteur du bâtiment, il paraissait plus compliqué de trouver des opportunités de travail dans les métiers de l'artisanat, le tourisme n'étant pas aussi développé à l'époque.
Face à cette situation, un programme européen appelé « REPLIC » a fourni une aide financière entre 1998 et 2001 à un projet portant le nom d'Artisans d'Angkor, qui a dès lors représenté une structure d'insertion professionnelle aux jeunes Cambodgiens formés par les "Chantiers-Écoles de Formation Professionnelle" dans le secteur de l’artisanat.
Grâce à l’appui de l'Agence française de développement, Artisans d'Angkor est devenu en 2003 une société mixte à part entière et complètement autonome, dont les bénéfices réalisés sont entièrement réinvestis dans le développement de nouveaux programmes de formation et dans la construction de nouveaux lieux de travail dans la province de Siem Reap.
L'entreprise a aussi développé son propre programme de formation (indépendant des CEFP) dans le secteur de l'artisanat. Chaque année, de nouveaux jeunes entre 18 et 25 ans bénéficient d'une formation gratuite dans la sculpture, le laquage ou la dinanderie. Les personnes intéressées et vivant à proximité d'un atelier peuvent faire la demande pour participer au programme. Après des tests manuels et de motivation, ces jeunes suivent la formation pour une période comprise entre 6 et 9 mois, tout en étant indemnisés dans le même temps par la société. S'ils le souhaitent, les apprentis-artisans peuvent intégrer définitivement la structure d’Artisans d'Angkor, où un emploi leur est garanti par la suite.
En 2013, Artisans d'Angkor emploie plus de 1300 personnes, dont 900 sont des artisans et artisanes travaillant dans 48 ateliers, tous situés dans la région de Siem Reap. L'entreprise offre à ses employés un salaire plus élevé que le salaire moyen dans le secteur, tout en leur fournissant une assurance médicale ainsi que d'autres avantages sociaux.

## Produits cambodgiens en soie faits main

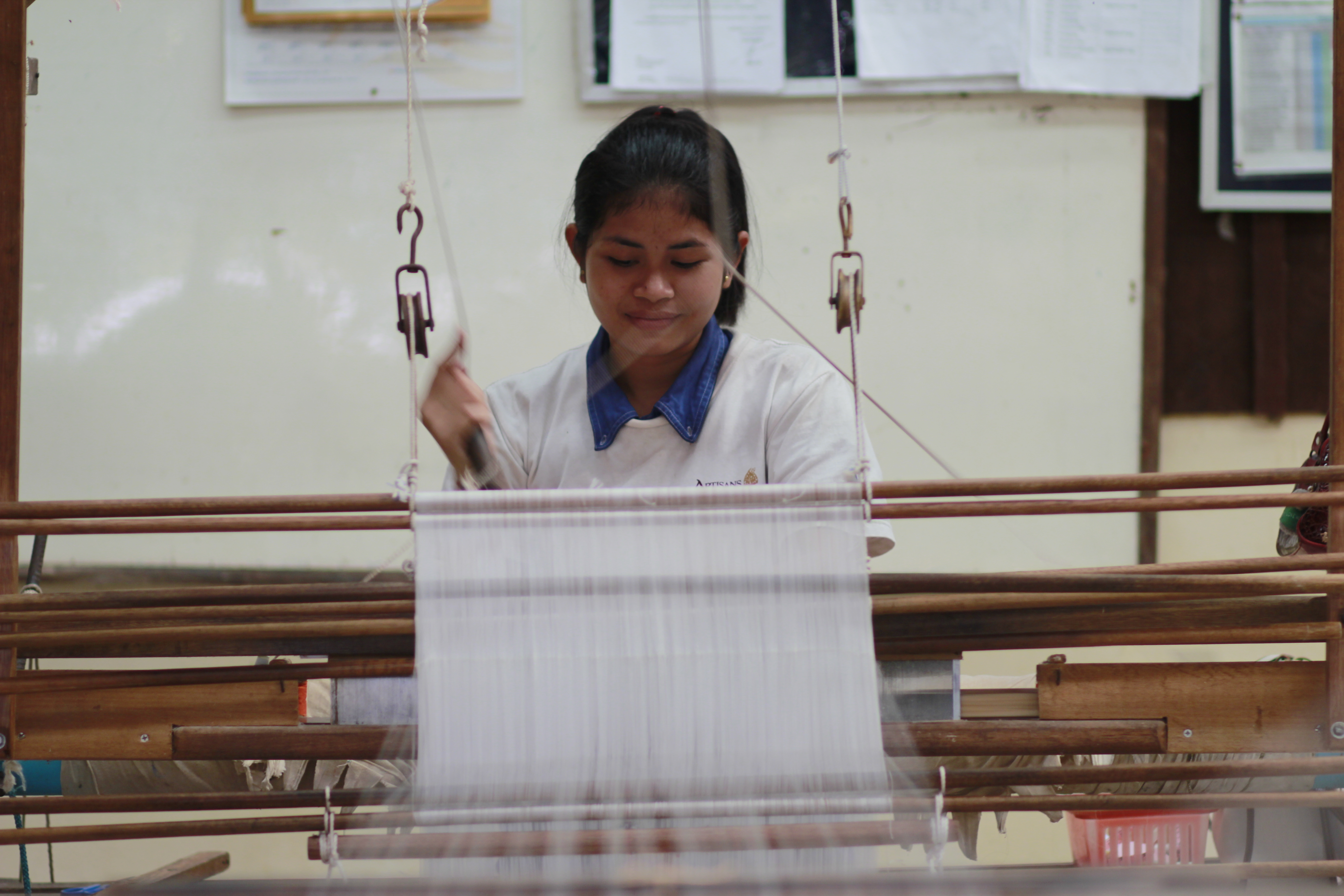
Artisane tissant de la soie à la manière traditionnelle.

Artisans d’Angkor est reconnu comme étant parmi les meilleurs producteurs de soie au Cambodge. L’entreprise dispose de 23 ateliers dans la province de Siem Reap. Un site est ouvert au public : celui d'Angkor Silk Farm situé dans le district de Puok (environ 20 minutes en voiture du centre de Siem Reap). 
Les artisans spécialisés dans la soie sont encore formés par une unité des CEFP, le « Centre national de la soie», sur le site de l'Angkor Silk Farm.
Le tissage de la soie est une ancienne tradition qui trouve ses origines au XIIIe siècle et s’est établie grâce à l’influence de la Route de la Soie en Asie du Sud-Est. Cette tradition est devenue une vocation exclusive pour les femmes des villages ruraux qui produisaient entre autres, l'un des tissus les plus célèbres du Cambodge, appelé « Hol Lboeuk » en utilisant la technique traditionnelle d'Ikat. Artisans d'Angkor fait ainsi revivre cette technique ancestrale au Cambodge.

## L'artisanat traditionnel cambodgien

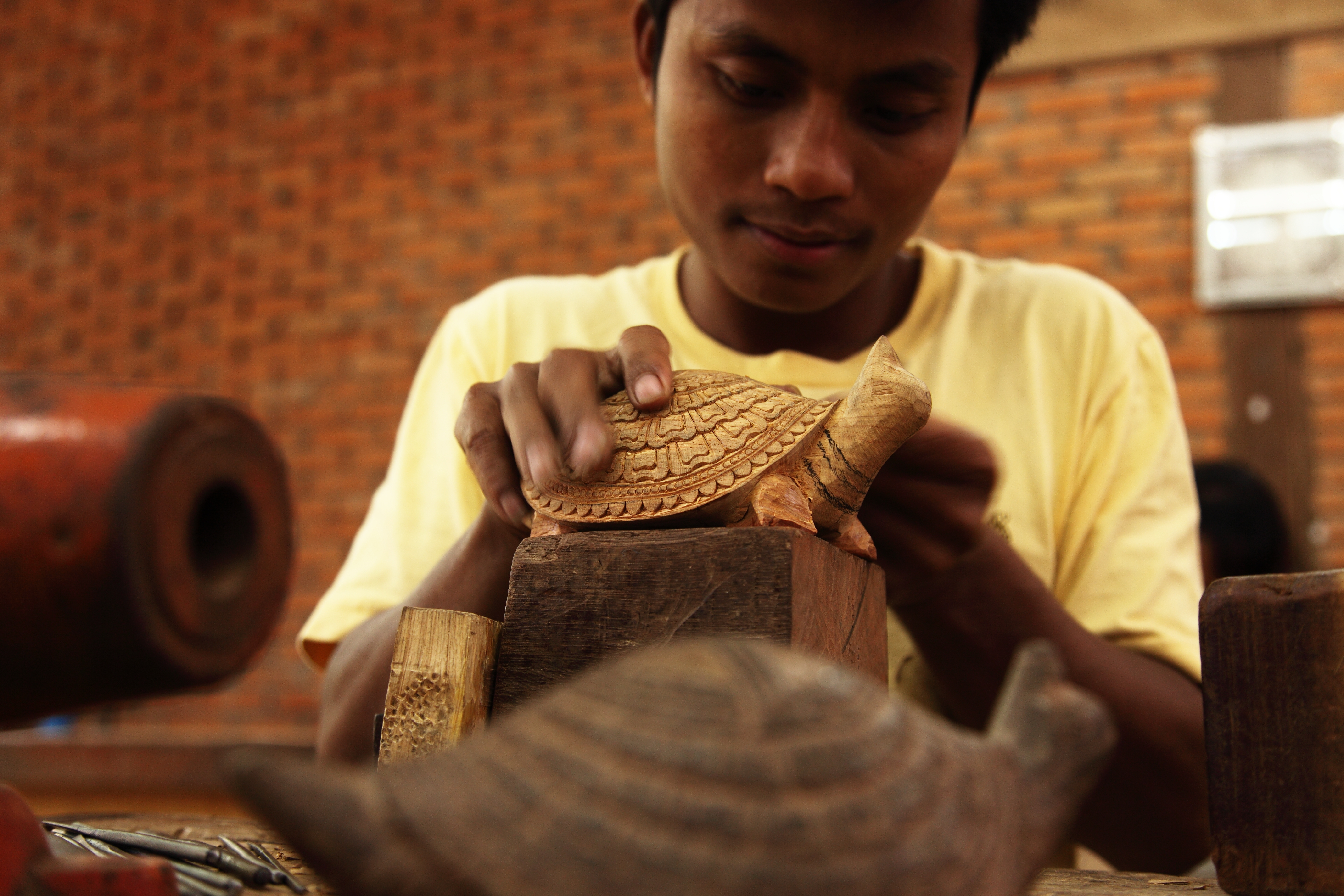
Artisan travaillant sur une sculpture en bois.

Artisans d'Angkor a mis en place un centre de formation dont la finalité est de rétablir la gloire des arts et métiers traditionnels de la région d'Angkor. Les sculptures sur pierre et sur bois sont l'artisanat le plus répandu dans la région de Siem Reap car toutes évoquent les pagodes et les temples d'Angkor, notamment leurs célèbres bas-reliefs sculptés.
La plupart des temples de la région d'Angkor qui ont été construits au cours des XIe – XIIe siècles ont de telles sculptures. Les statues représentent souvent des personnages célèbres de la mythologie du bouddhisme ou de l'hindouisme tels que Bouddha, Shiva et Vishnou, etc.
Pour une même profession, chaque artisan a sa propre façon de travailler. Si le mouvement effectué est délicat ou bien un peu plus ferme, le résultat final est légèrement différent, ce qui rend chaque pièce unique.
Artisans d'Angkor maîtrise également l'art du laque et celui de la polychromie, qui ont chacun des processus différents selon la matière première utilisée (bois ou pierre). Les produits laqués et polychromes sont souvent décorés avec des parures en cuivre ou en feuilles d'or.

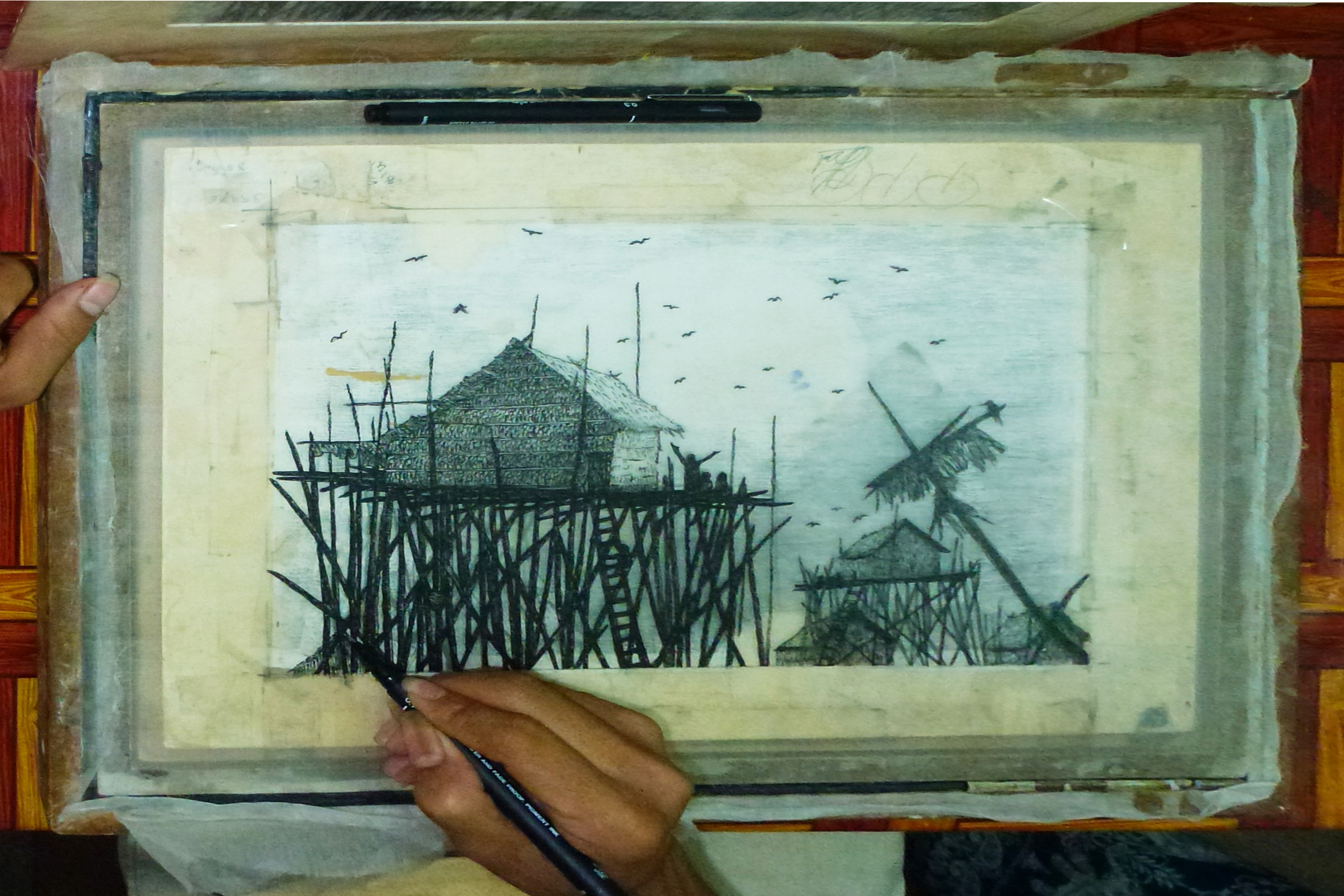
Artisan peintre sur soie

Pour la Peinture sur soie, les artisans doivent mettre en place le tissu de soie sur un cadre, puis dessiner des motifs de l'œuvre sur la soie à l'aide d'un papier calque et d'un tampon. Les couleurs sont ensuite rajoutées à la main sur la soie et un pinceau est utilisé pour achever le travail.
La dinanderie avait pratiquement disparu du Cambodge pendant quelques siècles. Artisans d'Angkor a décidé dans le milieu des années 2000 d'étendre ses compétences à cet artisanat ancestral. Pour faire une boîte en métal argenté, les artisans doivent façonner les morceaux de cuivre épais constituant les parties supérieures et inférieures. La partie supérieure est coupée en suivant une matrice et est ensuite martelée jusqu'à ce que l'artisan obtienne la qualité requise. Le même processus s'applique pour la partie inférieure et les deux pièces doivent ainsi s'emboîter parfaitement pour créer une boîte. Chaque pièce est ensuite finement sculptée et décorée. Le produit est terminé en le plongeant dans un bain d'argent pour lui donner toute sa brillance et ses reflets argentés.

## Restauration du patrimoine historique d'Angkor
L'Autorité pour la protection et la gestion d'Angkor et de la région de Siem Reap (« Autorité APSARA ») a mandaté Artisans d'Angkor pour restaurer plusieurs parties du site historique d'Angkor sous la supervision d'archéologues.
Les artisans ont dû reproduire certaines parties des bas-reliefs de Kbal Spean qui avaient disparu, ainsi que les célèbres visages de Devas (Dieux) et d'Asuras (démons) situés à l'entrée de la Porte Sud d'Angkor Thom. Ces personnages sont prépondérants dans la culture cambodgienne et on les retrouve également dans la légende populaire du barattage de la mer de lait. Artisans d'Angkor a également reproduit et installé trois lions en grès sur la Terrasse des éléphants, située au cœur d'Angkor Thom.
Ce travail contribue à la préservation du site du patrimoine mondial d'Angkor, dont le nombre de touristes ne cesse de croitre (plus de 2 millions par an). Ce tourisme de masse pourrait représenter une menace pour les fondations des temples. La reproduction de certaines parties du site apparait alors comme un moyen efficace de préserver les pièces originales.